# جاي ميلر توبين
جاي ميلر توبين (بالإنجليزية: J. Miller Tobin)‏ هو منتج تلفزيوني ومخرج أمريكي، ولد في 13 يناير 1961 في مقاطعة هتشسون في الولايات المتحدة.

## وصلات خارجية
- جاي ميلر توبين على موقع IMDb (الإنجليزية)
- جاي ميلر توبين على موقع ألو سيني (الفرنسية)
- جاي ميلر توبين على موقع أول موفي (الإنجليزية)
- جاي ميلر توبين على موقع قاعدة بيانات الفيلم (الإنجليزية)
- جاي ميلر توبين على موقع كينوبويسك (الروسية)